# Euplectrus latifrons
Euplectrus latifrons is een vliesvleugelig insect uit de familie Eulophidae. De wetenschappelijke naam is voor het eerst geldig gepubliceerd in 1984 door Shafee, Fatma, Khan & Shujauddin.